# Kroki w nieznane
Kroki w nieznane – cykl antologii opowiadań fantastycznych, rozpoczęty w 1970 r. jako autorski projekt Lecha Jęczmyka, wydawany przez „Iskry”. Do 1976 r. ukazało się 6 tomów antologii.
Cykl został wznowiony w roku 2005 r. przez wydawnictwo Solaris, które zaczęło ponownie wydawać Kroki w nieznane w formule podobnej do tej z lat 70. Główną część każdego tomu stanowiły opowiadania autorów anglojęzycznych, uzupełniały je opowiadania pisarzy z innych krajów. Pierwszy tom „odhibernowanego” almanachu ułożyli Lech Jęczmyk i Konrad Walewski, kolejne dwa opracował Konrad Walewski, pozostałe przygotował Mirek Obarski.

## Historia
Były to, obok niektórych tomów serii Fantastyka-Przygoda i redagowanych później przez Jęczmyka Rakietowych szlaków, jedne z nielicznych wówczas książek w Polsce przedstawiających opowiadania fantastyczne znanych zachodnich autorów. Zakładał coroczne publikowanie najlepszych pozycji światowej fantastyki. W 1976 r., po wydaniu sześciu tomów cykl został zamknięty z przyczyn politycznych. Coraz więcej tłumaczy fantastyki (np. Stanisław Barańczak czy Irena Lewandowska) trafiało na indeks nazwisk autorów objętych zakazem druku. Dodatkowo, Jęczmyk odmówił zamieszczenia w nim opowiadań sowieckich, gdyż – jego zdaniem – dostępne ówcześnie były kiepskiej jakości, a redakcja nie zgodziła się na wydanie skompilowane jedynie z prozy zachodniej, co potwierdza w wywiadzie Janina Zielonko, ówczesna kierowniczka redakcji przekładów „Iskier”.

## Odbiór
Cykl został opisany jako "cieszący się ogromną estymą w świecie polskich miłośników fantastyki. Maciej Parowski pisze, że kolejne tomy antologii były wzorcowym wprowadzeniem do literatury ery kosmicznej.
Adam Mazurkiewicz uważa, że publikacja cyklu wpłynęła znacząco na ukształtowanie się literatury fantastycznonaukowej w Polsce przełomu lat 70. i 80. Ambitna proza tu prezentowana miała silny wpływ na publikujących ówcześnie pisarzy. Naukowiec przytacza opinię Rafała Ziemkiewicza, który twierdził, że „przybliżenie polskiemu czytelnikowi na kartach Kroków w nieznane koncepcji fantastyki, utożsamianej z metaforą i środkiem artystycznego wyrazu, miało na publikujących wówczas (...) pisarzy dość silny wpływ”, który „zaowocował poszukiwaniem nowej koncepcji fantastyki społecznej, opisującej w metaforyczny sposób teraźniejszość”. Twórcom przestały wystarczać dotychczasowe konwencjonalne formuły, a miejsce „«awantur w Kosmosie» coraz częściej zajmowały diagnozy socjologiczne”.
W 2005 Paweł Matuszek zrecenzował tom 7 (2005) dla „Nowej Fantastyki”. Serię nazwał legendarną w polskiej fantastyce; w czasach PRL-u oferującą "świetną" i reprezentatywną fantastykę z Zachodu. Nowy tom uznał za "nieco karkołomną" ale udaną próbę streszczenia trzech dekad, które minęły od czasu publikacji poprzedniego tomu. Dwa lata później Matuszek następnie tom 8 (2006), oceniając go bardzo pozytywnie jako "lekturę obowiązkową".

## Redaktorzy antologii
- Lech Jęczmyk (1970-1976, 2005)
- Konrad Walewski (2005–2007)
- Mirek Obarski (2008–2013)

## Zawartość tomów

### Kroki w nieznane 1
Pierwszy tom wydany został w roku 1970. Ma 458 stron. Wyboru dokonał Lech Jęczmyk.
Inwazja Marsjan
- Dlaczego? – Dymitr Bilenkin
- Lot dalekosiężny – Ryszard Sawwa
- Ostatni Marsjanin – Fredric Brown
- Bardzo dziwny świat – Ariadna Gromowa
- Cienie – Clifford D. Simak
- Kaczka w śmietanie – Ilja Warszawski
- Opowiadanie Pirxa – Stanisław Lem
- Człowiek, który zaprzyjaźnił się z elektrycznością – Fritz Leiber
- Stan alarmowy – Arkadij i Boris Strugaccy
- Przedstawienie kukiełkowe – Fredric Brown
- Mąż opatrznościowy – Fredric Brown
- Hańba wandalom – Mark Clifton
- Wieczorne niebo – Andrzej Czechowski
- Żuk – Władimir Szczerbakow
- Spotkanie – Arkadij i Boris Strugaccy
- Własne drogi ku słońcu – Władimir Grigoriew
- Zgodnie z prawami nauk nieścisłych – Władimir Grigoriew
- Podkomitet – Zenna Henderson
- Wróble galaktyki – Konrad Fiałkowski

Diabelskie wynalazki
- Stragan z zabawkami – Harry Harrison
- Koncentrator grawitacji – Aleksander Szalimow
- Niebezpieczny sejf – Gerald Kersh
- Dzień, w którym zjawiła się żyrafa – Dymitr Bilenkin
- Siedem dni strachu – R.A. Lafferty
- Okno w przeszłość – L. Mogilew
- Otchłań – Anatolij Dnieprow
- Drugie stadium – Roman Jarow

Fakty, hipotezy, zagadki
- Człowiek, Ziemia, Kosmos – Iosif Szkłowski
- Zamieszkany kosmos – Borys Lapunow
- Tunguska katastrofa – Aleksandr Kazancew
- Co to jest fantastyka naukowa – Lech Jęczmyk

### Kroki w nieznane 2
Drugi tom wydany został w roku 1971. Ma 389 stron. Wyboru dokonał Lech Jęczmyk.
W oceanie czasu
- Prognozja – Janusz A. Zajdel
- Wycieczka do Pennefield – Ilja Warszawski
- Chronoklazm – John Wyndham
- Wielki aktor Jones – Giennadij Gor
- Twarz z fotografii – Jack Finney
- Przybysz z Rury Golda – Henryk Gajewski
- Turniej – Fredric Brown
- Przestrzeń życia – Marietta Czudakowa
- Szczur w labiryncie – Stanisław Lem
- Pierwsza maszyna czasu – Fredric Brown
- Pojedynek – John Wyndham
- Gabinet luster – Fredric Brown
- Człowiek z aureolą – Konrad Fiałkowski
- ***  – Gleb Anfiłow
- Ofiara brakoróbstwa – Robert Sheckley
- Ludzie, którzy zamordowali Mahometa – Alfred Bester

Fakty, hipotezy, zagadki
- Hipotezy związane z upadkiem meteorytu tunguskiego – P. I. Priwałow
- Praczłowiek? – B. Porszniew
- Czy Księżyc jest tworem istot rozumnych? – Wasin, Szczerbakow

W 1975 r. wydawnictwo „Książka i Wiedza” wydało tomik Bardzo dziwny świat, zawierający wybrane opowiadania z 1. i 2. tomów Kroków w nieznane.
Zawartość tomu: Fredric Brown: Mąż opatrznościowy, Ariadna Gromowa: Bardzo dziwny świat, Zenna Henderson: Podkomitet, R.A. Lafferty: Siedem dni strachu, Lew Mogilew: Okno w przyszłość, Jack Finney: Twarz z fotografii.

### Kroki w nieznane 3
Trzeci tom wydany został w roku 1972. Ma 485 stron. Wyboru dokonał Lech Jęczmyk.
- Jutro... – Kurt Vonnegut
- Ptaki-czujniki – Robert Sheckley
- Sami – Janusz A. Zajdel
- Zbytek – Morio Kita
- Specjalista – Robert Sheckley
- Wybór – Kir Bułyczow
- Biuro turystyczne Pawleya – John Wyndham
- Tam i z powrotem – Janusz A. Zajdel
- Pies Tomasza Edisona – Kurt Vonnegut
- Zespół – J.T. McIntosh
- Bilet do dzieciństwa – Wiktor Kołupajew
- Gość z tamtego świata – Marian Butrym
- Nowe „Lo!” – Ron Goulart(inne języki)
- Spotkanie na Japecie – Władimir Michajłow
- Wyprawa ratunkowa – Edmund Wnuk-Lipiński
- Piąty od lewej... – Władlen Bachnow
- Papier czy włosy – Sakyō Komatsu
- Kongres futurologów – Stanisław Lem
- Miasto i wilk – Dymitr Bilenkin
- Ucieczka – Ilja Warszawski
- Zakład – Roman Jarow
- Upominek – Shin’ichi Hoshi
- Halo, kto mówi? – Arthur C. Clarke
- Głosy czasu – J.G. Ballard
- Wyprzedaż – Właden Bachnow

Fakty, hipotezy, zagadki
- Jeti, brat Lokisa – Lech Jęczmyk
- Kto, co i w jakim celu – H. Maliniczew
- Czy nie zostanie rozwiązana starożytna zagadka? – G. Jeremin
- Mój własny świat fantastyki naukowej – Alfred Bester

### Kroki w nieznane 4
Czwarty tom wydany został w roku 1973. Ma 437 stron. Wyboru dokonał Lech Jęczmyk.
- Świat Scarfe'a (Scarfe's World) – Brian W. Aldiss
- Martwa przeszłość (The Dead Past) – Isaac Asimov
- Autostrada (The Highway) – Ray Bradbury
- Krótka wizyta (Transient) – Langdon Jones
- Maski (Masks) – Damon Knight
- Tęsknota (A Personal Touch) – Tuli Kupferberg(inne języki)
- W kolejce (In the Queue) – Keith Laumer(inne języki)
- Urlop (Traveller’s Rest) – David I. Masson(inne języki)
- Monstrum (The Fiend) – Frederik Pohl
- Tunel pod światem (The Tunnel under the World) – Frederik Pohl
- Światło minionych dni (The Light of other Days) – Bob Shaw
- Spy Story, czyli historia szpiegowska (Spy Story) – Robert Sheckley
- Egzamin (Examination Day) – Henry Slesar(inne języki)
- Dziewczyna z innego wymiaru (Random Quest) – John Wyndham
- Człowiek, który był geniuszem (Czełowiek, kotoryj był gienijem) – Właden Bachnow
- Ten sam Bałabaszkin (Tot samyj Bałabaszkin) – Właden Bachnow
- Ciśnienie życia (Dawlenije żyzni) – Dymitr Bilenkin
- Zakaz (Zapriet) – Dymitr Bilenkin
- Cyrograf (Adskij modern) – Dymitr Bilenkin
- Tłok w eterze (Kak na pożarie) – Dymitr Bilenkin
- Człowiek katalizator (Czełowiek, katoryj prisutstwował) – Dymitr Bilenkin
- Skarbnica mądrości (Kładiez mudrosti) – Kir Bułyczow
- Awaria na linii (Połomka na linii) – Kir Bułyczow
- Wirefap (Brefanid) – Aleksander Szalimow
- Najdalsza podróż prezydenta – Andrzej Czechowski
- Ucieczka – Tadeusz Gosk
- Transformacja – Krzysztof Wiesław Malinowski
- Towarzysz podróży – Janusz A. Zajdel
- Instar omnium – Wiktor Żwikiewicz

Fakty, hipotezy, zagadki:
- Gniazda życia poza Ziemią – Andrzej Trepka
- Zagadki Księżyca – według artykułów M. Szemiakina, S. Iwanowa i A. Briuchonienki oraz A. Abramowa z czasopisma „Technika mołodioży” 1969, nr 5

### Kroki w nieznane 5
Piąty tom wydany został w roku 1974. Ma 425 stron. Wyboru dokonał Lech Jęczmyk.
- Hart ducha – Kurt Vonnegut
- Gambit von Gooma – Victor Contoski(inne języki)
- Wiecie, jak się nazywam – Wieczesław Moroczko
- Kryterium – Dean McLaughlin
- Poczwarka – Ray Bradbury
- Wizja II – Krzysztof Wiesław Malinowski
- Świat naszych pragnień – Robert Sheckley
- Szczęśliwy dzień w roku 2381 – Robert Silverberg
- Profesor A. Dońda: Ze wspomnień Ijona Tichego – Stanisław Lem
- Uniwersalny poradnik dla pisarzy fantastów – Ilja Warszawski
- Ognie od wewnątrz – Arthur C. Clarke
- Żywa torpeda – Janusz A. Zajdel
- Zabójca z telewizora – Bruce Jay Friedman
- Chodzić po ulicach miasta – Clifford D. Simak
- Po... – Henry Slesar(inne języki)
- Raport z piwnicy – Janusz A. Zajdel
- Dzieci Selcheya – Laurence Yep
- Omnia triste – Rick Norwood
- Strzała czasu – Arthur C. Clarke
- Schizochronia – Krzysztof Wiesław Malinowski
- Galeria obrazów – Michaił Puchow
- Ostatnie pytanie – Isaac Asimov
- Tylko we wtorek – Philip José Farmer
- Rekonstrukcja – Andrzej Czechowski
- Opowieść barda – Terry Dixon

Fakty, hipotezy, zagadki
- Człowiek nie jest samotny we wszechświecie – Andrzej Trepka
- Czekając na kosmitów – Krzysztof W. Malinowski
- Wiedza znikąd – Aleksander Gorbowski

### Kroki w nieznane 6
Szósty tom wydany został w roku 1976. Ma 289 stron. Wyboru dokonał Lech Jęczmyk.
- Dziewięć miliardów imion Boga – Arthur C. Clarke
- Kwiaty dla Algernona – Daniel Keyes
- Marnotrawstwo – John Brunner
- Nie zdarza się – Dymitr Bilenkin
- Statek, który żeglował po oceanie kosmosu – Barrington J. Baley
- Myślak – Konrad Fiałkowski
- Nad przepaścią – Michaił Puchow
- Najdłuższy obraz świata – R.A. Lafferty
- Wyprawa myśliwska – Michaił Puchow
- Wizja III – Krzysztof Wiesław Malinowski
- Trzynastu do Centaura – J.G. Ballard
- Dialog o Atlantydzie – Kir Bułyczow
- Boja – Zbigniew Prostak
- Najszczęśliwszy dzień twojego życia – Bob Shaw
- Dawać i brać – Dymitr Bilenkin
- 869113325 – Janusz A. Zajdel
- Dzień statystyka – James Blish
- Przewodnik po kosmicznym zwierzyńcu – W. Wolin

Fakty, hipotezy, zagadki
- Ryzyko prorokowania – Arthur C. Clarke
- Wędrując po wszechświatach – Krzysztof W. Malinowski
- Tajemnicza sieć na globusie – Mikołaj Bondaruk

### Kroki w nieznane 2005
Tom wydany został w roku 2005, po prawie trzydziestu latach przerwy, nakładem wydawnictwa Solaris. Ma 512 stron. Oprócz Lecha Jęczmyka wyboru dokonał również Konrad Walewski. ISBN 83-89951-34-7.
- Siedemdziesiąt dwie litery – Ted Chiang
- Zniknęli – John Crowley
- Prawdziwe oblicza – Pat Cadigan
- Koncert muzyki Brahmsa – Suzy McKee Charnas
- Klamociarz – Cory Doctorow
- Skromny geniusz kolei podziemnej – Władimir Wasiljew
- Moralność wirusologa – Greg Egan
- Szczurze mózgi – Michael Blumlein(inne języki)
- Asystent doktora Luthera – Paul McAuley
- W miesiącu athyr – Elizabeth Hand
- Nocą w Telewizyjnym Mieście – Paul Di Filippo
- Słoneczniki – Kathleen Ann Goonan(inne języki)
- Koniec Z Głodem – China Miéville
- Turysta – Paul Park(inne języki)
- Fatalny ślub – Kir Bułyczow
- Wielki rozwód – Kelly Link

### Kroki w nieznane 2006
Tom wydany został pod koniec roku 2006 nakładem wydawnictwa Solaris. Ma 550 stron. Wyboru dokonał Konrad Walewski. ISBN 83-89951-71-1.
- Imperium lodów – Jeffrey Ford
- Zrozumieć człowieka – Thomas M. Disch
- Audytorium – Jack Womack
- Przemiana Martina Lake’a – Jeff VanderMeer
- Album ślubny – David Marusek
- Absolutna nieokreśloność – Lucy Sussex
- Lekcje latania – Kelly Link
- Częściowe zaćmienie – Graham Joyce
- Wody Meriba – Tony Ballantyne
- Co z nami będzie? – Ted Chiang
- Kamień – Edward Bryant(inne języki)
- Antyczności – John Crowley
- Powody do zadowolenia – Greg Egan
- I odjechał rycerz mój – Marina i Siergiej Diaczenko
- Koty Pawłowa – Oleg Diwow

### Kroki w nieznane 2007
Tom wydany został 30 listopada 2007 nakładem wydawnictwa Solaris. Liczy 520 stron. Wyboru dokonał Konrad Walewski. ISBN 978-83-89951-72-4.
- Amnestia – Octavia E. Butler
- Chłopcy – Carol Emshwiller(inne języki)
- Surowe umysły – Michael Swanwick
- Most – Kathleen Ann Goonan(inne języki)
- Rok w Linearnym Mieście – Paul Di Filippo
- 10^16 do jednego – James Patrick Kelly
- Na krańcu skali – Paul Witcover
- Między wierszami – José Antonio Cotrina
- Waga słów – Jeffrey Ford
- Druga osoba, czas teraźniejszy – Daryl Gregory
- Gdy sysadmini rządzili światem – Cory Doctorow
- Jaszczurka – Maria Galina
- Baby Doll – Johanna Sinisalo
- Just Do It! – Heather Lindsley
- Oto epoka lodowcowa – Claude Lalumiere
- Matematyczna teologia stosowana – Gregory Benford

### Kroki w nieznane 2008
Tom wydany został 10 lutego 2009 nakładem wydawnictwa Solaris. Liczy 500 stron. Wyboru dokonał Mirek Obarski. ISBN 978-83-89951-98-4.
- Ostatnia z form P – James Van Pelt
- Jezus Chrystus, Reanimator – Ken MacLeod
- Okanoggan Falls – Carolyn Ives Gilman
- Śmiercionauci – Ted Kosmatka
- Luminous – Greg Egan
- Odmiana Bowdlera – James Lovegrove
- Damaszek – Daryl Gregory
- Ostatni winnebago – Connie Willis
- Kobieta po przejściach – Reginald Bretnor(inne języki)
- Złotousty diabeł – Kir Bułyczow
- Milczenie we Florencji – Ian Creasey
- Trzecia osoba – Tony Ballantyne
- Poza konstelacją Orła – Alastair Reynolds
- Akcja prewencyjna – Charlie Rosenkrantz
- Kambierz i Żelazny Baron. Baśń ekonomiczna – Daniel Abraham
- Memorare – Gene Wolfe
- Ostatni kontakt – Stephen Baxter

### Kroki w nieznane 2009
Tom wydany został 7 grudnia 2009 nakładem wydawnictwa Solaris. Liczy 614 stron. Wyboru dokonał Mirek Obarski. ISBN 978-83-7590-044-6.
- Nowy rozdział – Tony Ballantyne
- Marvin – Gustavo Nielsen
- Dom Maga – Meghan McCarron
- Mała bogini – Ian McDonald
- Ludzie piasku i popiołu – Paolo Bacigalupi
- Szkaradne kuraki – Howard Waldrop(inne języki)
- Zbawiciel – Nancy Kress
- Prorok z wyspy Flores – Ted Kosmatka
- Syndrom Łazarza – Aleksiej Kaługin
- Duma i Prometeusz – John Kessel(inne języki)
- Gloria – Greg Egan
- Stygmaty – Julia Ostapienko
- Usiądźcie wszyscy wraz… – Connie Willis
- Zaślubiny ze Słońcem – Rachel Swirsky
- Przyjęcie pożegnalne – Eric Brown
- Imperator i Maula – Robert Silverberg

### Kroki w nieznane 2010
Tom wydany został 7 grudnia 2010 nakładem wydawnictwa Solaris. Liczy 582 strony. Wyboru dokonał Mirek Obarski. ISBN 978-83-7590-064-4.
- Rzeczy – Peter Watts
- Betonowa dżungla – Charles Stross
- Mrożona panna młoda – Will McIntosh
- Eros, filia, agape – Rachel Swirsky(inne języki)
- Boże napędy – John Scalzi
- Boża Maszyneria – Ted Kosmatka
- Wisznu w Kocim Cyrku – Ian McDonald
- Me-gi-do – Julia Zonis
- Warunkowana miłość – Felicity Shoulders
- Fatalna sztuka – Ian R. MacLeod
- Cykl życia oprogramowania – Ted Chiang

### Kroki w nieznane 2011
Tom wydany został 29 listopada 2011 nakładem wydawnictwa Solaris. Liczy 550 stron. Wyboru dokonał Mirek Obarski. Na język polski przetłumaczyli: Anna Klimasara, Jolanta Pers, Martyna Plisenko, Tomasz Walenciak. ISBN 978-83-7590-078-1.
- Tegoroczne zdjęcie klasowe – Dan Simmons
- Superbohater trzeciej kategorii – Charles Yu
- Błękit i złoto – K.J. Parker
- Prorocze światło – Ted Kosmatka
- Przynęta doskonała – Tony Pi
- Pamięć jest czymś jak dom – Will Ludwigsen
- Przenicowany świat – Marina i Siergiej Diaczenko
- Twoje cierpienie nas ochroni – Mercurio D. Rivera
- Stereogram Szarego Fortu w dniach jego chwały – Paul M. Berger
- Palimpsest – Charles Stross
- Rozpacz – Jurij Niestierienko

### Kroki w nieznane 2012
Tom wydany został 16 grudnia 2012 nakładem wydawnictwa Solaris. Liczy 590 stron. Wyboru dokonał Mirek Obarski. ISBN 978-83-7590-189-4.
- Wrzawa śmiertelnych – Robert Shearman
- Żywiciele – Aleksandr Zołotko
- Orzeł adacki – Bradley Denton
- Rybak z Morza Śródlądowego – Ursula K. Le Guin
- Otwórz oczy – Paul Jessup
- Dołącz, całuj, leć – Suzanne Church
- Automatyczna Niania Dacy’ego – Ted Chiang
- Lotnik i dziewczyna – Olga Onojko
- Przypadek śmierci i miodu – Neil Gaiman
- Steam Girl – Dylan Horrocks
- Kochanek doskonały – Dan Simmons

### Kroki w nieznane 2013
Tom wydany został w grudniu 2013 nakładem wydawnictwa Solaris. Liczy 584 strony. Wyboru dokonał Mirek Obarski. ISBN 978-83-7590-160-3.
- Martwi – Michael Swanwick
- Zeznania Oli N. – Kir Bułyczow
- Mapy zostawmy innym – K.J. Parker
- Lotny – Marc Laidlaw
- Szczęśliwy Człowiek – Jonathan Lethem
- Sierżant Chip – Bradley Denton
- Broń promieniowa – love story – James Alan Gardner
- Nowa dusza cesarza – Brandon Sanderson
- Gołąbek – Julia Zonis
- Puste przestrzenie – Greg Kurzawa
- Jagannath – Karin Tidbeck(inne języki)
- Wielkie marzenie – John Kessel(inne języki)
- Założyciel – Orson Scott Card

### Kroki w nieznane 2014
Tom wydany został 6 grudnia 2014 nakładem wydawnictwa Solaris. Liczy 582 strony. Wyboru dokonał Mirek Obarski. ISBN 978-83-7590-189-4.
- Tęsknota za Langalaną - Mercurio D. Rivera
- Zdobycz ojca – Christopher Green
- Pierworodny – Brandon Sanderson
- Wędrująca Ziemia – Liu Cixin
- Szmaciarz – Priya Sharma(inne języki)
- Ostatnia rafa – Gareth L. Powell(inne języki)
- Nurek – Braulio Tavares
- Rekin! Rekin! – Ray Cluley
- Krzyż św. Jerzego – Wiktor Toczinow
- Pogromca smoka z Merebarton – K.J. Parker
- Nasza krew – Ina Goldin
- Głębia siwego oceanu – Jonathan Sherwood
- Pułkownik – Peter Watts
- Zatwardziali kryminaliści – Jonathan Lethem
- Dziewięć śmierci doktora Valentine"a – John Llewellyn Probert

## Nagrody
Plebiscyt portalu „Katedra” – FANTASTYKA 2013:
- Najlepsze opowiadanie fantastyczne zagranicznego autora, II miejsce Brandon Sanderson – „Nowa dusza cesarza” i III miejsce K.J. Parker – „Mapy zostawmy innym”, oba teksty z tomu Kroki w nieznane 2013 (w tym roku zakwalifikowano jako opowiadanie – jednorazowo – mikropowieść, która wygrała plebiscyt; był to utwór Rogera Żelaznego „Ciemna noc październikowa”. wydany w FWS 04/2013).

Sfinks 2014 (za rok 2013):
- Zagraniczne opowiadanie roku: Brandon Sanderson „Nowa dusza cesarza”, Kroki w nieznane 2013

Sfinks 2013 (za rok 2012):
- Zagraniczne opowiadanie roku: Ted Chiang „Automatyczna Niania Dacy’ego”, Kroki w nieznane 2012

Plebiscyt portalu „Katedra” – FANTASTYKA 2012:
- Najlepsze opowiadanie fantastyczne zagranicznego autora, I miejsce: Neil Gaiman „Przypadek śmierci i miodu”, Kroki w nieznane 2012

Sfinks 2011 (za rok 2010):
- Zagraniczne opowiadanie roku: Ted Chiang „Cykl życia oprogramowania”, Kroki w nieznane 2010

Plebiscyt portalu „Katedra” – FANTASTYKA 2010:
- Najlepsze opowiadanie fantastyczne zagranicznego autora, I miejsce: Ted Chiang „Cykl życia oprogramowania”, Kroki w nieznane 2010
- Najlepsza antologia, I miejsce: Kroki w nieznane 2010

Sfinks 2010 (za rok 2009):
- Zagraniczne opowiadanie roku: Ian McDonald “Mała bogini”, Kroki w nieznane 2009

Plebiscyt portalu „Katedra” – FANTASTYKA 2009:
- Najlepsze opowiadanie fantastyczne zagranicznego autora, I miejsce: Ian McDonald „Mała bogini”, Kroki w nieznane 2009
- Najlepsza antologia, II miejsce: Kroki w nieznane 2009

Sfinks 2006 (za rok 2005):
- Książka Roku: Kroki w nieznane 2005
- Zagraniczne opowiadanie roku: Ted Chiang „72 litery”, Kroki w nieznane 2005